# Energia libera
In termodinamica, l'energia libera di un sistema è la quantità di lavoro macroscopico che il sistema può compiere sull'ambiente. Essa è funzione della temperatura, della pressione e della concentrazione della specie chimica considerata . 
L'energia libera parziale molare di una specie chimica a temperatura (T), pressione (p) e composizione costanti all'interno di un sistema a molti componenti è detto potenziale chimico di quella specie.

## Descrizione
Secondo la IUPAC un processo che comporta un incremento di energia libera si dice endoergonico o endotermico, se implica diminuzione si dice esoergonico o esotermico.
L'energia libera può essere definita in due modi differenti, ottenendo due differenti funzioni di stato termodinamiche: l'energia libera di Helmholtz e l'energia libera di Gibbs.
Quando un sistema di entità chimiche (molecole, ioni, radicali) subisce un cambiamento, ad esempio per una reazione chimica o per una transizione di fase, ci sono due grandezze che tendono ad avere due comportamenti opposti:
- l'energia libera tende a decrescere raggiungendo un minimo (stato di equilibrio);
- l'entropia tende a crescere.

Se con U si indica l'energia interna, con T la temperatura e con S l'entropia, questi due comportamenti sono semplicemente scrivibili con la funzione di Helmholtz:
{\displaystyle A=U-TS}
Questa funzione di stato, però, è utilizzabile solo a volume costante (ad esempio in un contenitore chiuso). Se ci si trova, invece, a pressione costante (ad esempio un contenitore aperto, come avviene normalmente in natura), l'entalpia H = U + pV (dove p è la pressione e V il volume) va sostituita all'energia interna U, ottenendo così la quantità che deve essere minima, ovvero la funzione di stato di Gibbs:
{\displaystyle G=H-TS}
In termini matematici, H è la trasformata di Legendre Ḷ(U,V) dell'energia interna U rispetto al volume V.
In un sistema isolato, l'energia libera non può aumentare: rimane costante solo in caso di trasformazioni reversibili, negli altri casi diminuisce.
La diminuzione di G implica l'impossibilità di trasformazioni energetiche con rendimento unitario e quantifica la cosiddetta degradazione dell'energia. Stabilisce anche l'impossibilità di un moto perpetuo di seconda specie. In una reazione chimica o una trasformazione di stato la sua diminuzione è indice della spontaneità del processo a T e p costanti.
In termini matematici A è la trasformata di Legendre Ḷ(U,S) dell'energia interna U rispetto all'entropia S, mentre G è la trasformata di Legendre Ḷ(U,S,V) dell'energia interna U rispetto all'entropia S ed al volume V.